# Gare d’Ambilly
Gare d’Ambilly vasútállomás Franciaországban, Ambilly településen.

## Vasútvonalak
Az állomást az alábbi vasútvonalak érintik:
- d'Annemasse–Genève-Eaux-Vives-vasútvonal

## Kapcsolódó állomások
A vasútállomáshoz az alábbi állomások vannak a legközelebb:
- Chêne-Bourg railway station (d'Annemasse–Genève-Eaux-Vives-vasútvonal)
- Gare d’Annemasse (d'Annemasse–Genève-Eaux-Vives-vasútvonal)